# Deba-bōchō

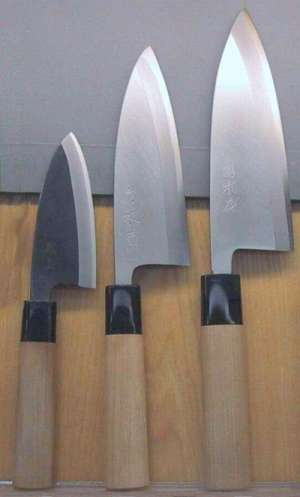
Deba-bōchō różnych rozmiarów

Deba-bōchō (jap. 出刃包丁 deba-bōchō) – rodzaj japońskich noży kuchennych o spiczastym zakończeniu, używanych przede wszystkim do krojenia i filetowania ryb, ale także drobiu i mięsa. Ich rozmiary są zróżnicowane i sięgają 30 cm długości. Deba-bōchō pojawiły się w epoce Edo, w Sakai.